# Shaun Ryder
Shaun Ryder (* 23. srpna 1962 Salford) je anglický zpěvák, člen skupin Happy Mondays a Black Grape. S první jmenovanou vydal během prvního období její existence, tedy od osmdesátých do devadesátých let, čtyři studiové desky. Druhá kapela se rozpadla po vydání dvou alb. Obě kapely byly později obnoveny a vydaly nová alba. Ryder hostoval i s dalšími hudebníky, vystupoval v různých televizních pořadech a vydal vlastní biografii.

## Dětství a dospívání
Shaun William George Ryder se narodil 23. srpna 1962 v Salfordu na severozápadě Anglie. Má irský původ, jeho pradědeček z matčiny strany se do oblasti Salfordu přestěhoval za prací z Irska. Jeho matka se jmenovala Linda (rodným příjmením Carroll) a pracovala mimo jiné jako pečovatelka nejmenších dětí na základní škole. Jeho otec Derek Ryder (1942–2018) pracoval v tiskařství. Když bylo Shaunovi osmnáct měsíců, narodil se mu bratr Paul. Většinu dětství prožili ve čtvrti Little Hulton, ale rodina se často stěhovala, vždy však jen v rámci Salfordu. Ryderovi byli katolická rodina, jejich děti chodili do katolické školy a každý víkend navštěvovali kostel. Ryder uvádí, že se u nich doma vždy poslouchala hudba – oblíbení interpreti jeho rodičů, jako byli například The Beatles, The Kinks, ale také Chuck Berry či Fats Domino. Další vlivy, často z jiných žánrů, přicházely od jeho bratranců a sestřenic. Jeho otec byl navíc amatérským hudebníkem, který občas vystupoval v pánských klubech či irských hospodách. Ryder je levák, ale píše pravou rukou, tak, jak byl od dětství učen; většinu ostatních věcí však provádí jako levák.
Přibližně v jedenácti letech začal Ryder chodit za školu, což se zpočátku snažil skrývat, ale od třinácti již nikoliv. Když mu bylo třináct, začal v létě pracovat na stavbě. Měl za úkol odstranit tapety ze stěn a okenní rámy, ale jelikož pro něj bylo snazší strhnout celou zeď, učinil tak a byl vyhozen. Ve třinácti již kouřil (občasně již od deseti let) a pil alkohol. Později pracoval jako pošťák, což byla jeho první plnohodnotná práce. Strávil v ní přibližně pět let, přičemž později se k němu přidal i jeho bratr Paul. V té době začal navštěvovat koncerty punkových kapel, jako byly Buzzcocks a Ramones. Od pošty byl vyhozen poté, co jednou roznášel poštu a pod vlivem LSD pokousal psa. Když měl donášet poštu do jedné hospody, vždy na něj místní pes štěkal a snažil se jej napadnout. Zdrogovaný Ryder se jej v reakci na to rozhodl pokousat sám. Někdo jej však viděl a jeho chování nahlásil.

## Kariéra

### Happy Mondays
V létě roku 1980 dal Shaun Ryder dohromady kapelu, v níž dále působil jeho bratr Paul (baskytara) a dalším členem se brzy stal Mark Day (bytara), který jako jediný uměl číst noty. Občasně se skupinou zkoušel také Ryderův bratranec Matt Carroll (kytara). V té době neměli bubeníka. Původně měl na bicí hrát sám Shaun Ryder, ale nebyl schopný se to naučit a tak se rozhodli pro bicí automat. Později našli skutečného bubeníka, Garyho Whelana. Jako poslední se ke kapele přidal klávesista Paul Davis. Zpočátku hráli coververze kapel jako Joy Division, ale snažili se napsat i vlastní písně. První vlastní písně byly plné vnitřních vtipů – kapela totiž vůbec neuvažovala o tom, že by její písně měl slyšet někdo cizí.
Postupem času skupina začala vystupovat na veřejnosti a začala usilovat o smlouvu s nějakým vydavatelstvím. Snem pro kapelu byla společnost Factory Records, která zastupovala kapely jako Joy Division (respektive jejího nástupce New Order), což byli oblíbenci členů Happy Mondays. Později se kapele podařilo dát se dohromady s Mikem Pickeringem, který pracoval pro společnost Factory Records. Ten skupině zajistil účast na bitvě kapel v klubu The Haçienda, který rovněž spadal pod Factory Records. Při tomto vystoupení se ke kapele přidal Mark Berry, přezdívaný Bez. Ten v kapele na nic nehrál ani nezpíval, ale pouze se pohyboval na pódiu. Ryder totiž chtěl někoho, kdo mu pomůže dělat show, jelikož on sám většinu koncertu stál na místě. Brzy poté se kapele podařilo vycestovat za hranice Velkého Manchesteru – předskakovali kapele New Order v Leedsu a později i na dalších místech.
Díky Pickeringovi, stejně jako vlastníkovi Tonymu Wilsonovi, se kapele nakonec podařilo podepsat smlouvu s vydavatelstvím Factory Records. Zanedlouho nahráli pod Pickeringovým produkčním dohledem svou první nahrávku, třípísňové extended play nazvané Forty Five. Další nahrávka, singl „Freaky Dancin'“, následovala v roce 1986. Jejím producentem byl Bernard Sumner z New Order. Koncem roku 1986 společnost Factory Records rozhodla, že je již správný čas na to, aby Happy Mondays nahráli svou první dlouhohrající desku. Album, které produkoval John Cale, dostalo název Squirrel and G-Man Twenty Four Hour Party People Plastic Face Carnt Smile (White Out) a vyšlo v dubnu 1987. Kapele se začalo více dařit, ale současně s tím začínal mít Ryder větší problémy s drogami, k heroinu, LSD a dalším začal po vydání první desky brát také extázi.
Počátkem roku 1988 se Ryder rozhodl pro dočasný odchod do Amsterdamu, kde strávil několik měsíců, aby si odpočinul jednak od Manchesteru, ale také od Happy Mondays. Nedlouho poté, co se vrátil, začala kapela pracovat na svém druhém albu. Jako producenta Happy Mondays přizvali Martina Hannetta. Výsledné album, pojmenované Bummed, vyšlo v listopadu 1988. Úspěchy kapely začaly přibývat, během roku 1989 dokonce kromě Britských ostrovů vystupovala také v Severní Americe a několika evropských zemích. V listopadu 1990 vyšlo kapele třetí album Pills 'n' Thrills and Bellyaches. Již v následujícím roce skupina začala pracovat na svém dalším albu, které měli produkovat Chris Frantz a Tina Weymouth, dva členové kapely Talking Heads. V souvislosti se vznikem alba, jehož nahrávání probíhalo na Barbadosu, došlo k řadě problémům; kromě těch finančních šlo například o to, že Ryder nebyl schopný psát texty. Přesto se nakonec album Yes Please!, které vyšlo v září 1992, podařilo dokončit, ale kritika jej nepřijala a ani sám Ryder s ním nebyl spokojen. Brzy po vydání deska společnost Factory Records zbankrotovala. Kapela na podporu alba vyrazila na turné, ale brzy po jeho skončení se rozpadla.

### Black Grape a reuniony
Po rozpadu Happy Mondays dostával Shaun Ryder od různých hudebníků nabídky na spolupráci, ale všechny z nich odmítal. Výjimkou byla pouze kapela Intastella, s níž nahrál jednu píseň na singl z roku 1993. Zanedlouho začal dávat dohromady vlastní skupinu, která nakonec dostala název Black Grape. Její původní sestavu tvořili rapper Paul „Kermit“ Leveridge, bubeník Ged Lynch a kytarista Paul „Wags“ Wagstaff, které doplňoval Bez coby nehrající člen. Za doprovodu dalších hudebníků nahráli své první album It's Great When You're Straight…Yeah, které vyšlo v srpnu 1995. Album bylo přijato velmi kladně, dostalo se na první příčku hitparády. Přes začátkem turné však kapela Black Grape stále nebyla kompletní, protože na řadu nástrojů na desce hráli její producenti. Na turné následně kapela vyrazila v sestavě Ryder, Kermit, Wags, Martin Slattery, Carl „Psycho“ McCarthy, Lynch, Danny Williams a Bez. Po turné kapelu opustil Bez.
V té době již kapela Black Grape pracovala na svém druhém albu. To nakonec vyšlo v listopadu 1997 pod názvem Stupid Stupid Stupid. Následovalo turné, ale již v lednu 1998 bylo oznámeno, že z kapely odchází Kermit a Wags, ale skupina bude pokračovat. Black Grape však brzy svou činnost definitivně ukončili. Jejím rozpadem se však otevřely dveře pro obnovení činnosti Happy Mondays, ke kterému došlo v roce 1999. Reunionu se neúčastnili Paul Day ani Paul Davis V nové sestavě kapela odehrála několik koncertů, ale brzy ji opustili Bez a Gary Whelan. Později kapela delší dobu nevystupovala, na scéně se objevila znovu až v roce 2004. Kapela v různých sestavách v následujících letech občasně vystupovala. V roce 2007 vydala po patnácti letech nové album Uncle Dysfunktional.

### Ostatní projekty
V roce 1998 měl Ryder menší roli ve filmu Mstitelé. Roku 1996 zpíval na albu No Talking, Just Head, což byl projekt tří bývalých členů kapely Talking Heads. V roce 2000 zpíval v písni „Barcelona“ na albu The Voice tenoristy Russella Watsona. Roku 2003 vydal sólové album Amateur Night in the Big Top. V roce 2005 zpíval v písni „Dare“ z alba Demon Days kapely Gorillaz. Řadu let si přál, aby uměl hrát na saxofon. Nakonec se na něj hrát skutečně naučil a v roce 2012 zahrál při koncertu Joolse Hollanda. Roku 2011 vydal autobiografickou knihu s názvem Twisting My Melon.

## Soukromý život
Shaun Ryder se poprvé oženil coby devatenáctiletý dne 22. května 1982, kdy si vzal o dva roky starší dívku Denise. Již od začátku bylo oběma jasné, že jejich vztah kvůli značným rozdílům dlouho nevydrží. Rozešli se koncem roku 1984. V roce 1991 se Ryderovi a jeho přítelkyni Trish narodila první dcera Jael. Druhá dcera, kterou pojmenoval Coco, se narodila v roce 1994 jeho přítelkyni Oriole. Ze vztahu s Felicií vzešel jeho první syn Joseph, který se narodil v roce 2002. Když skončil jeho vztah s Felicií, začal chodit s Joanne. V roce 2008 se jim narodila dcera Pearl. Následujícího roku se jim narodila druhá dcera Lulu.

## Diskografie
Sólová
- Amateur Night in the Big Top (2003)
- Visits from Future Technology (2021)

Ostatní
- Squirrel and G-Man Twenty Four Hour Party People Plastic Face Carnt Smile (White Out) (Happy Mondays, 1987)
- Bummed (Happy Mondays, 1988)
- Good Together (A Certain Ratio, 1989)
- Pills 'n' Thrills and Bellyaches (Happy Mondays, 1990)
- Yes Please! (Happy Mondays, 1992)
- It's Great When You're Straight…Yeah (Black Grape, 1995)
- No Talking, Just Head (The Heads, 1996)
- Stupid Stupid Stupid (Black Grape, 1997)
- Where the Wild Things Are (Agent Provocateur, 1997)
- The Voice (Russell Watson, 2000)
- Demon Days (Gorillaz, 2005)
- Uncle Dysfunktional (Happy Mondays, 2007)
- Pop Voodoo (Black Grape, 2017)